# Tour de Pologne 2022
La 79e édition du Tour de Pologne, une course cycliste sur route par étapes, a lieu du 30 juillet 2022 au 5 août 2022 en Pologne. L'épreuve se déroule sur sept jours entre Kielce et Cracovie sur un parcours total de 1 226,7 km. C'est la 25e épreuve de l'UCI World Tour 2022, le calendrier le plus important du cyclisme sur route.

## Présentation

### Équipes
Vingt-trois équipes participent à ce Tour de Pologne 2022 : les dix-huit WorldTeams, quatre ProTeams et l'équipe nationale polonaise.
| WorldTeams (18)- AG2R Citroën Team - Astana Qazaqstan Team - Bahrain Victorious - Bora-Hansgrohe - Cofidis - EF Education-EasyPost - Groupama-FDJ - Ineos Grenadiers - Intermarché-Wanty-Gobert Matériaux - Israel-Premier Tech - Lotto-Soudal - Movistar Team - Quick-Step Alpha Vinyl - BikeExchange-Jayco - Team DSM - Jumbo-Visma - Trek-Segafredo - UAE Team Emirates ProTeams (4)- Alpecin-Deceuninck - Caja Rural-Seguros RGA - Team Novo Nordisk - Uno-X Pro Cycling Team Équipe nationale- Pologne |
| |

## Étapes
| Étape     | Date      | Villes étapes                 | type                        | Distance (km) | Dénivelé (m) | Vainqueur d'étape | Leader du classement général |
| --------- | --------- | ----------------------------- | --------------------------- | ------------- | ------------ | ----------------- | ---------------------------- |
| 1re étape | 30 juill. | Kielce – Lublin               | étape de plaine             | 218,8         | 1 231 m      | Olav Kooij        | Olav Kooij                   |
| 2e étape  | 31 juill. | Chełm – Zamość                | étape de plaine             | 205,6         | 966 m        | Gerben Thijssen   | Jonas Abrahamsen             |
| 3e étape  | 1 août    | Kraśnik – Przemyśl            | étape de moyenne montagne   | 237,9         | 1 545 m      | Sergio Higuita    | Sergio Higuita               |
| 4e étape  | 2 août    | Lesko – Sanok                 | étape de moyenne montagne   | 179,4         | 2 621 m      | Pascal Ackermann  | Sergio Higuita               |
| 5e étape  | 3 août    | Łańcut – Rzeszów              | étape vallonnée             | 178,1         | 2 179 m      | Phil Bauhaus      | Sergio Higuita               |
| 6e étape  | 4 août    | Gronków – Bukowina Tatrzańska | contre-la-montre individuel | 11,8          | 337 m        | Thymen Arensman   | Ethan Hayter                 |
| 7e étape  | 5 août    | Skawina – Cracovie            | étape vallonnée             | 177,8         | 1 875 m      | Arnaud Démare     | Ethan Hayter                 |

## Déroulement de la course

### 1reétape
| \| Classement de l'étape \| Classement de l'étape \| Classement de l'étape \| Classement de l'étape \| Classement de l'étape \| \| Coureur \| Coureur \| Pays \| Équipe \| Temps \| \| --------------------- \| --------------------- \| --------------------- \| ---------------------- \| --------------------- \| \| 1er \| Olav Kooij \| Pays-Bas \| Jumbo-Visma \| 5 h 18 min 01 s \| \| 2e \| Phil Bauhaus \| Allemagne \| Bahrain Victorious \| + 0 s \| \| 3e \| Jordi Meeus \| Belgique \| Bora-Hansgrohe \| + 0 s \| \| 4e \| Mike Teunissen \| Pays-Bas \| Jumbo-Visma \| + 0 s \| \| 5e \| Sebastián Molano \| Colombie \| UAE Team Emirates \| + 0 s \| \| 6e \| Max Kanter \| Allemagne \| Movistar Team \| + 0 s \| \| 7e \| Kaden Groves \| Australie \| BikeExchange-Jayco \| + 0 s \| \| 8e \| Mark Cavendish \| Royaume-Uni \| Quick-Step Alpha Vinyl \| + 0 s \| \| 9e \| Arnaud Démare \| France \| Groupama-FDJ \| + 0 s \| \| 10e \| Tobias Bayer \| Autriche \| Alpecin-Deceuninck \| + 0 s \| |                  |             |                        |                 |
| |                  |             |                        |                 |
| Source : ProCyclingStats |                  |             |                        |                 |
| Classement de l'étape |                  |             |                        |                 |
| Coureur | Coureur          | Pays        | Équipe                 | Temps           |
| 1er | Olav Kooij       | Pays-Bas    | Jumbo-Visma            | 5 h 18 min 01 s |
| 2e | Phil Bauhaus     | Allemagne   | Bahrain Victorious     | + 0 s           |
| 3e | Jordi Meeus      | Belgique    | Bora-Hansgrohe         | + 0 s           |
| 4e | Mike Teunissen   | Pays-Bas    | Jumbo-Visma            | + 0 s           |
| 5e | Sebastián Molano | Colombie    | UAE Team Emirates      | + 0 s           |
| 6e | Max Kanter       | Allemagne   | Movistar Team          | + 0 s           |
| 7e | Kaden Groves     | Australie   | BikeExchange-Jayco     | + 0 s           |
| 8e | Mark Cavendish   | Royaume-Uni | Quick-Step Alpha Vinyl | + 0 s           |
| 9e | Arnaud Démare    | France      | Groupama-FDJ           | + 0 s           |
| 10e | Tobias Bayer     | Autriche    | Alpecin-Deceuninck     | + 0 s           |

| \| Classement général \| Classement général \| Classement général \| Classement général \| Classement général \| \| Coureur \| Coureur \| Pays \| Équipe \| Temps \| \| ------------------ \| ------------------ \| ------------------ \| ---------------------- \| ------------------ \| \| 1er \| Olav Kooij \| Pays-Bas \| Jumbo-Visma \| 5 h 17 min 51 s \| \| 2e \| Phil Bauhaus \| Allemagne \| Bahrain Victorious \| + 4 s \| \| 3e \| Jonas Abrahamsen \| Norvège \| Uno-X Pro Cycling Team \| + 4 s \| \| 4e \| Jordi Meeus \| Belgique \| Bora-Hansgrohe \| + 6 s \| \| 5e \| Sam Brand \| Royaume-Uni \| Team Novo Nordisk \| + 9 s \| \| 6e \| Mike Teunissen \| Pays-Bas \| Jumbo-Visma \| + 10 s \| \| 7e \| Sebastián Molano \| Colombie \| UAE Team Emirates \| + 10 s \| \| 8e \| Max Kanter \| Allemagne \| Movistar Team \| + 10 s \| \| 9e \| Kaden Groves \| Australie \| BikeExchange-Jayco \| + 10 s \| \| 10e \| Mark Cavendish \| Royaume-Uni \| Quick-Step Alpha Vinyl \| + 10 s \| |                  |             |                        |                 |
| |                  |             |                        |                 |
| Source : ProCyclingStats |                  |             |                        |                 |
| Classement général |                  |             |                        |                 |
| Coureur | Coureur          | Pays        | Équipe                 | Temps           |
| 1er | Olav Kooij       | Pays-Bas    | Jumbo-Visma            | 5 h 17 min 51 s |
| 2e | Phil Bauhaus     | Allemagne   | Bahrain Victorious     | + 4 s           |
| 3e | Jonas Abrahamsen | Norvège     | Uno-X Pro Cycling Team | + 4 s           |
| 4e | Jordi Meeus      | Belgique    | Bora-Hansgrohe         | + 6 s           |
| 5e | Sam Brand        | Royaume-Uni | Team Novo Nordisk      | + 9 s           |
| 6e | Mike Teunissen   | Pays-Bas    | Jumbo-Visma            | + 10 s          |
| 7e | Sebastián Molano | Colombie    | UAE Team Emirates      | + 10 s          |
| 8e | Max Kanter       | Allemagne   | Movistar Team          | + 10 s          |
| 9e | Kaden Groves     | Australie   | BikeExchange-Jayco     | + 10 s          |
| 10e | Mark Cavendish   | Royaume-Uni | Quick-Step Alpha Vinyl | + 10 s          |

### 2eétape
| \| Classement de l'étape \| Classement de l'étape \| Classement de l'étape \| Classement de l'étape \| Classement de l'étape \| \| Coureur \| Coureur \| Pays \| Équipe \| Temps \| \| --------------------- \| --------------------- \| --------------------- \| ---------------------------------- \| --------------------- \| \| 1er \| Gerben Thijssen \| Belgique \| Intermarché-Wanty-Gobert Matériaux \| 4 h 47 min 23 s \| \| 2e \| Pascal Ackermann \| Allemagne \| UAE Team Emirates \| + 0 s \| \| 3e \| Jonathan Milan \| Italie \| Bahrain Victorious \| + 0 s \| \| 4e \| Olav Kooij \| Pays-Bas \| Jumbo-Visma \| + 0 s \| \| 5e \| Sam Bennett \| Irlande \| Bora-Hansgrohe \| + 0 s \| \| 6e \| Arnaud Démare \| France \| Groupama-FDJ \| + 0 s \| \| 7e \| Elia Viviani \| Italie \| Ineos Grenadiers \| + 0 s \| \| 8e \| Max Kanter \| Allemagne \| Movistar Team \| + 0 s \| \| 9e \| Marijn van den Berg \| Pays-Bas \| EF Education-EasyPost \| + 0 s \| \| 10e \| Mark Cavendish \| Royaume-Uni \| Quick-Step Alpha Vinyl \| + 0 s \| |                     |             |                                    |                 |
| |                     |             |                                    |                 |
| Source : ProCyclingStats |                     |             |                                    |                 |
| Classement de l'étape |                     |             |                                    |                 |
| Coureur | Coureur             | Pays        | Équipe                             | Temps           |
| 1er | Gerben Thijssen     | Belgique    | Intermarché-Wanty-Gobert Matériaux | 4 h 47 min 23 s |
| 2e | Pascal Ackermann    | Allemagne   | UAE Team Emirates                  | + 0 s           |
| 3e | Jonathan Milan      | Italie      | Bahrain Victorious                 | + 0 s           |
| 4e | Olav Kooij          | Pays-Bas    | Jumbo-Visma                        | + 0 s           |
| 5e | Sam Bennett         | Irlande     | Bora-Hansgrohe                     | + 0 s           |
| 6e | Arnaud Démare       | France      | Groupama-FDJ                       | + 0 s           |
| 7e | Elia Viviani        | Italie      | Ineos Grenadiers                   | + 0 s           |
| 8e | Max Kanter          | Allemagne   | Movistar Team                      | + 0 s           |
| 9e | Marijn van den Berg | Pays-Bas    | EF Education-EasyPost              | + 0 s           |
| 10e | Mark Cavendish      | Royaume-Uni | Quick-Step Alpha Vinyl             | + 0 s           |

| \| Classement général \| Classement général \| Classement général \| Classement général \| Classement général \| \| Coureur \| Coureur \| Pays \| Équipe \| Temps \| \| ------------------ \| ------------------ \| ------------------ \| ---------------------------------- \| ------------------ \| \| 1er \| Jonas Abrahamsen \| Norvège \| Uno-X Pro Cycling Team \| 10 h 05 min 12 s \| \| 2e \| Olav Kooij \| Pays-Bas \| Jumbo-Visma \| + 2 s \| \| 3e \| Gerben Thijssen \| Belgique \| Intermarché-Wanty-Gobert Matériaux \| + 2 s \| \| 4e \| Pascal Ackermann \| Allemagne \| UAE Team Emirates \| + 6 s \| \| 5e \| Phil Bauhaus \| Allemagne \| Bahrain Victorious \| + 6 s \| \| 6e \| Jordi Meeus \| Belgique \| Bora-Hansgrohe \| + 8 s \| \| 7e \| Jonathan Milan \| Italie \| Bahrain Victorious \| + 8 s \| \| 8e \| Jasper De Buyst \| Belgique \| Lotto-Soudal \| + 8 s \| \| 9e \| Sam Brand \| Royaume-Uni \| Team Novo Nordisk \| + 11 s \| \| 10e \| Max Kanter \| Allemagne \| Movistar Team \| + 12 s \| |                  |             |                                    |                  |
| |                  |             |                                    |                  |
| Source : ProCyclingStats |                  |             |                                    |                  |
| Classement général |                  |             |                                    |                  |
| Coureur | Coureur          | Pays        | Équipe                             | Temps            |
| 1er | Jonas Abrahamsen | Norvège     | Uno-X Pro Cycling Team             | 10 h 05 min 12 s |
| 2e | Olav Kooij       | Pays-Bas    | Jumbo-Visma                        | + 2 s            |
| 3e | Gerben Thijssen  | Belgique    | Intermarché-Wanty-Gobert Matériaux | + 2 s            |
| 4e | Pascal Ackermann | Allemagne   | UAE Team Emirates                  | + 6 s            |
| 5e | Phil Bauhaus     | Allemagne   | Bahrain Victorious                 | + 6 s            |
| 6e | Jordi Meeus      | Belgique    | Bora-Hansgrohe                     | + 8 s            |
| 7e | Jonathan Milan   | Italie      | Bahrain Victorious                 | + 8 s            |
| 8e | Jasper De Buyst  | Belgique    | Lotto-Soudal                       | + 8 s            |
| 9e | Sam Brand        | Royaume-Uni | Team Novo Nordisk                  | + 11 s           |
| 10e | Max Kanter       | Allemagne   | Movistar Team                      | + 12 s           |

### 3eétape
| \| Classement de l'étape \| Classement de l'étape \| Classement de l'étape \| Classement de l'étape \| Classement de l'étape \| \| Coureur \| Coureur \| Pays \| Équipe \| Temps \| \| --------------------- \| --------------------- \| --------------------- \| ---------------------------------- \| --------------------- \| \| 1er \| Sergio Higuita \| Colombie \| Bora-Hansgrohe \| 5 h 25 min 46 s \| \| 2e \| Pello Bilbao \| Espagne \| Bahrain Victorious \| + 0 s \| \| 3e \| Quinten Hermans \| Belgique \| Intermarché-Wanty-Gobert Matériaux \| + 0 s \| \| 4e \| Matteo Sobrero \| Italie \| BikeExchange-Jayco \| + 0 s \| \| 5e \| Quentin Pacher \| France \| Groupama-FDJ \| + 0 s \| \| 6e \| Mauro Schmid \| Suisse \| Quick-Step Alpha Vinyl \| + 0 s \| \| 7e \| Felix Gall \| Autriche \| AG2R Citroën Team \| + 0 s \| \| 8e \| Stephen Williams \| Royaume-Uni \| Bahrain Victorious \| + 0 s \| \| 9e \| Lucas Hamilton \| Australie \| BikeExchange-Jayco \| + 0 s \| \| 10e \| Diego Ulissi \| Italie \| UAE Team Emirates \| + 0 s \| |                  |             |                                    |                 |
| |                  |             |                                    |                 |
| Source : ProCyclingStats |                  |             |                                    |                 |
| Classement de l'étape |                  |             |                                    |                 |
| Coureur | Coureur          | Pays        | Équipe                             | Temps           |
| 1er | Sergio Higuita   | Colombie    | Bora-Hansgrohe                     | 5 h 25 min 46 s |
| 2e | Pello Bilbao     | Espagne     | Bahrain Victorious                 | + 0 s           |
| 3e | Quinten Hermans  | Belgique    | Intermarché-Wanty-Gobert Matériaux | + 0 s           |
| 4e | Matteo Sobrero   | Italie      | BikeExchange-Jayco                 | + 0 s           |
| 5e | Quentin Pacher   | France      | Groupama-FDJ                       | + 0 s           |
| 6e | Mauro Schmid     | Suisse      | Quick-Step Alpha Vinyl             | + 0 s           |
| 7e | Felix Gall       | Autriche    | AG2R Citroën Team                  | + 0 s           |
| 8e | Stephen Williams | Royaume-Uni | Bahrain Victorious                 | + 0 s           |
| 9e | Lucas Hamilton   | Australie   | BikeExchange-Jayco                 | + 0 s           |
| 10e | Diego Ulissi     | Italie      | UAE Team Emirates                  | + 0 s           |

| \| Classement général \| Classement général \| Classement général \| Classement général \| Classement général \| \| Coureur \| Coureur \| Pays \| Équipe \| Temps \| \| ------------------ \| ------------------ \| ------------------ \| ---------------------------------- \| ------------------ \| \| 1er \| Sergio Higuita \| Colombie \| Bora-Hansgrohe \| 15 h 31 min 00 s \| \| 2e \| Pello Bilbao \| Espagne \| Bahrain Victorious \| + 4 s \| \| 3e \| Quinten Hermans \| Belgique \| Intermarché-Wanty-Gobert Matériaux \| + 6 s \| \| 4e \| Ethan Hayter \| Royaume-Uni \| Ineos Grenadiers \| + 10 s \| \| 5e \| Diego Ulissi \| Italie \| UAE Team Emirates \| + 10 s \| \| 6e \| Matteo Sobrero \| Italie \| BikeExchange-Jayco \| + 10 s \| \| 7e \| Richard Carapaz \| Équateur \| Ineos Grenadiers \| + 10 s \| \| 8e \| Mauro Schmid \| Suisse \| Quick-Step Alpha Vinyl \| + 10 s \| \| 9e \| Quentin Pacher \| France \| Groupama-FDJ \| + 10 s \| \| 10e \| Lucas Hamilton \| Australie \| BikeExchange-Jayco \| + 10 s \| |                 |             |                                    |                  |
| |                 |             |                                    |                  |
| Source : ProCyclingStats |                 |             |                                    |                  |
| Classement général |                 |             |                                    |                  |
| Coureur | Coureur         | Pays        | Équipe                             | Temps            |
| 1er | Sergio Higuita  | Colombie    | Bora-Hansgrohe                     | 15 h 31 min 00 s |
| 2e | Pello Bilbao    | Espagne     | Bahrain Victorious                 | + 4 s            |
| 3e | Quinten Hermans | Belgique    | Intermarché-Wanty-Gobert Matériaux | + 6 s            |
| 4e | Ethan Hayter    | Royaume-Uni | Ineos Grenadiers                   | + 10 s           |
| 5e | Diego Ulissi    | Italie      | UAE Team Emirates                  | + 10 s           |
| 6e | Matteo Sobrero  | Italie      | BikeExchange-Jayco                 | + 10 s           |
| 7e | Richard Carapaz | Équateur    | Ineos Grenadiers                   | + 10 s           |
| 8e | Mauro Schmid    | Suisse      | Quick-Step Alpha Vinyl             | + 10 s           |
| 9e | Quentin Pacher  | France      | Groupama-FDJ                       | + 10 s           |
| 10e | Lucas Hamilton  | Australie   | BikeExchange-Jayco                 | + 10 s           |

### 4eétape
| \| Classement de l'étape \| Classement de l'étape \| Classement de l'étape \| Classement de l'étape \| Classement de l'étape \| \| Coureur \| Coureur \| Pays \| Équipe \| Temps \| \| --------------------- \| --------------------- \| --------------------- \| ---------------------------------- \| --------------------- \| \| 1er \| Pascal Ackermann \| Allemagne \| UAE Team Emirates \| 4 h 21 min 46 s \| \| 2e \| Jordi Meeus \| Belgique \| Bora-Hansgrohe \| + 0 s \| \| 3e \| Jonathan Milan \| Italie \| Bahrain Victorious \| + 0 s \| \| 4e \| Quinten Hermans \| Belgique \| Intermarché-Wanty-Gobert Matériaux \| + 0 s \| \| 5e \| Olav Kooij \| Pays-Bas \| Jumbo-Visma \| + 0 s \| \| 6e \| Christian Scaroni \| Italie \| Astana Qazaqstan Team \| + 0 s \| \| 7e \| Diego Ulissi \| Italie \| UAE Team Emirates \| + 0 s \| \| 8e \| Quentin Pacher \| France \| Groupama-FDJ \| + 0 s \| \| 9e \| Stanisław Aniołkowski \| Pologne \| Pologne \| + 0 s \| \| 10e \| Nikias Arndt \| Allemagne \| Team DSM \| + 0 s \| |                       |           |                                    |                 |
| |                       |           |                                    |                 |
| Source : ProCyclingStats |                       |           |                                    |                 |
| Classement de l'étape |                       |           |                                    |                 |
| Coureur | Coureur               | Pays      | Équipe                             | Temps           |
| 1er | Pascal Ackermann      | Allemagne | UAE Team Emirates                  | 4 h 21 min 46 s |
| 2e | Jordi Meeus           | Belgique  | Bora-Hansgrohe                     | + 0 s           |
| 3e | Jonathan Milan        | Italie    | Bahrain Victorious                 | + 0 s           |
| 4e | Quinten Hermans       | Belgique  | Intermarché-Wanty-Gobert Matériaux | + 0 s           |
| 5e | Olav Kooij            | Pays-Bas  | Jumbo-Visma                        | + 0 s           |
| 6e | Christian Scaroni     | Italie    | Astana Qazaqstan Team              | + 0 s           |
| 7e | Diego Ulissi          | Italie    | UAE Team Emirates                  | + 0 s           |
| 8e | Quentin Pacher        | France    | Groupama-FDJ                       | + 0 s           |
| 9e | Stanisław Aniołkowski | Pologne   | Pologne                            | + 0 s           |
| 10e | Nikias Arndt          | Allemagne | Team DSM                           | + 0 s           |

| \| Classement général \| Classement général \| Classement général \| Classement général \| Classement général \| \| Coureur \| Coureur \| Pays \| Équipe \| Temps \| \| ------------------ \| ------------------ \| ------------------ \| ---------------------------------- \| ------------------ \| \| 1er \| Sergio Higuita \| Colombie \| Bora-Hansgrohe \| 19 h 52 min 46 s \| \| 2e \| Pello Bilbao \| Espagne \| Bahrain Victorious \| + 4 s \| \| 3e \| Quinten Hermans \| Belgique \| Intermarché-Wanty-Gobert Matériaux \| + 6 s \| \| 4e \| Diego Ulissi \| Italie \| UAE Team Emirates \| + 10 s \| \| 5e \| Matteo Sobrero \| Italie \| BikeExchange-Jayco \| + 10 s \| \| 6e \| Richard Carapaz \| Équateur \| Ineos Grenadiers \| + 10 s \| \| 7e \| Mauro Schmid \| Suisse \| Quick-Step Alpha Vinyl \| + 10 s \| \| 8e \| Ethan Hayter \| Royaume-Uni \| Ineos Grenadiers \| + 10 s \| \| 9e \| Quentin Pacher \| France \| Groupama-FDJ \| + 10 s \| \| 10e \| Felix Gall \| Autriche \| AG2R Citroën Team \| + 10 s \| |                 |             |                                    |                  |
| |                 |             |                                    |                  |
| Source : ProCyclingStats |                 |             |                                    |                  |
| Classement général |                 |             |                                    |                  |
| Coureur | Coureur         | Pays        | Équipe                             | Temps            |
| 1er | Sergio Higuita  | Colombie    | Bora-Hansgrohe                     | 19 h 52 min 46 s |
| 2e | Pello Bilbao    | Espagne     | Bahrain Victorious                 | + 4 s            |
| 3e | Quinten Hermans | Belgique    | Intermarché-Wanty-Gobert Matériaux | + 6 s            |
| 4e | Diego Ulissi    | Italie      | UAE Team Emirates                  | + 10 s           |
| 5e | Matteo Sobrero  | Italie      | BikeExchange-Jayco                 | + 10 s           |
| 6e | Richard Carapaz | Équateur    | Ineos Grenadiers                   | + 10 s           |
| 7e | Mauro Schmid    | Suisse      | Quick-Step Alpha Vinyl             | + 10 s           |
| 8e | Ethan Hayter    | Royaume-Uni | Ineos Grenadiers                   | + 10 s           |
| 9e | Quentin Pacher  | France      | Groupama-FDJ                       | + 10 s           |
| 10e | Felix Gall      | Autriche    | AG2R Citroën Team                  | + 10 s           |

### 5eétape
| \| Classement de l'étape \| Classement de l'étape \| Classement de l'étape \| Classement de l'étape \| Classement de l'étape \| \| Coureur \| Coureur \| Pays \| Équipe \| Temps \| \| --------------------- \| --------------------- \| --------------------- \| ---------------------------------- \| --------------------- \| \| 1er \| Phil Bauhaus \| Allemagne \| Bahrain Victorious \| 4 h 16 min 19 s \| \| 2e \| Arnaud Démare \| France \| Groupama-FDJ \| + 0 s \| \| 3e \| Nikias Arndt \| Allemagne \| Team DSM \| + 0 s \| \| 4e \| Max Kanter \| Allemagne \| Movistar Team \| + 0 s \| \| 5e \| Edward Theuns \| Belgique \| Trek-Segafredo \| + 0 s \| \| 6e \| Jonathan Milan \| Italie \| Bahrain Victorious \| + 0 s \| \| 7e \| Hugo Page \| France \| Intermarché-Wanty-Gobert Matériaux \| + 0 s \| \| 8e \| Ryan Mullen \| Irlande \| Bora-Hansgrohe \| + 0 s \| \| 9e \| Jacopo Guarnieri \| Italie \| Groupama-FDJ \| + 0 s \| \| 10e \| Patryk Stosz \| Pologne \| Pologne \| + 0 s \| |                  |           |                                    |                 |
| |                  |           |                                    |                 |
| Source : ProCyclingStats |                  |           |                                    |                 |
| Classement de l'étape |                  |           |                                    |                 |
| Coureur | Coureur          | Pays      | Équipe                             | Temps           |
| 1er | Phil Bauhaus     | Allemagne | Bahrain Victorious                 | 4 h 16 min 19 s |
| 2e | Arnaud Démare    | France    | Groupama-FDJ                       | + 0 s           |
| 3e | Nikias Arndt     | Allemagne | Team DSM                           | + 0 s           |
| 4e | Max Kanter       | Allemagne | Movistar Team                      | + 0 s           |
| 5e | Edward Theuns    | Belgique  | Trek-Segafredo                     | + 0 s           |
| 6e | Jonathan Milan   | Italie    | Bahrain Victorious                 | + 0 s           |
| 7e | Hugo Page        | France    | Intermarché-Wanty-Gobert Matériaux | + 0 s           |
| 8e | Ryan Mullen      | Irlande   | Bora-Hansgrohe                     | + 0 s           |
| 9e | Jacopo Guarnieri | Italie    | Groupama-FDJ                       | + 0 s           |
| 10e | Patryk Stosz     | Pologne   | Pologne                            | + 0 s           |

| \| Classement général \| Classement général \| Classement général \| Classement général \| Classement général \| \| Coureur \| Coureur \| Pays \| Équipe \| Temps \| \| ------------------ \| ------------------ \| ------------------ \| ---------------------------------- \| ------------------ \| \| 1er \| Sergio Higuita \| Colombie \| Bora-Hansgrohe \| 24 h 09 min 05 s \| \| 2e \| Pello Bilbao \| Espagne \| Bahrain Victorious \| + 4 s \| \| 3e \| Quinten Hermans \| Belgique \| Intermarché-Wanty-Gobert Matériaux \| + 6 s \| \| 4e \| Diego Ulissi \| Italie \| UAE Team Emirates \| + 10 s \| \| 5e \| Matteo Sobrero \| Italie \| BikeExchange-Jayco \| + 10 s \| \| 6e \| Richard Carapaz \| Équateur \| Ineos Grenadiers \| + 10 s \| \| 7e \| Ethan Hayter \| Royaume-Uni \| Ineos Grenadiers \| + 10 s \| \| 8e \| Quentin Pacher \| France \| Groupama-FDJ \| + 10 s \| \| 9e \| Lucas Hamilton \| Australie \| BikeExchange-Jayco \| + 10 s \| \| 10e \| Steff Cras \| Belgique \| Lotto-Soudal \| + 10 s \| |                 |             |                                    |                  |
| |                 |             |                                    |                  |
| Source : ProCyclingStats |                 |             |                                    |                  |
| Classement général |                 |             |                                    |                  |
| Coureur | Coureur         | Pays        | Équipe                             | Temps            |
| 1er | Sergio Higuita  | Colombie    | Bora-Hansgrohe                     | 24 h 09 min 05 s |
| 2e | Pello Bilbao    | Espagne     | Bahrain Victorious                 | + 4 s            |
| 3e | Quinten Hermans | Belgique    | Intermarché-Wanty-Gobert Matériaux | + 6 s            |
| 4e | Diego Ulissi    | Italie      | UAE Team Emirates                  | + 10 s           |
| 5e | Matteo Sobrero  | Italie      | BikeExchange-Jayco                 | + 10 s           |
| 6e | Richard Carapaz | Équateur    | Ineos Grenadiers                   | + 10 s           |
| 7e | Ethan Hayter    | Royaume-Uni | Ineos Grenadiers                   | + 10 s           |
| 8e | Quentin Pacher  | France      | Groupama-FDJ                       | + 10 s           |
| 9e | Lucas Hamilton  | Australie   | BikeExchange-Jayco                 | + 10 s           |
| 10e | Steff Cras      | Belgique    | Lotto-Soudal                       | + 10 s           |

### 6eétape
| \| Classement de l'étape \| Classement de l'étape \| Classement de l'étape \| Classement de l'étape \| Classement de l'étape \| \| Coureur \| Coureur \| Pays \| Équipe \| Temps \| \| --------------------- \| --------------------- \| --------------------- \| ---------------------- \| --------------------- \| \| 1er \| Thymen Arensman \| Pays-Bas \| Team DSM \| 17 min 40 s \| \| 2e \| Magnus Sheffield \| États-Unis \| Ineos Grenadiers \| + 7 s \| \| 3e \| Ethan Hayter \| Royaume-Uni \| Ineos Grenadiers \| + 8 s \| \| 4e \| Rémi Cavagna \| France \| Quick-Step Alpha Vinyl \| + 20 s \| \| 5e \| Marco Brenner \| Allemagne \| Team DSM \| + 26 s \| \| 6e \| Ben Tulett \| Royaume-Uni \| Ineos Grenadiers \| + 28 s \| \| 7e \| Samuele Battistella \| Italie \| Astana Qazaqstan Team \| + 30 s \| \| 8e \| Matteo Sobrero \| Italie \| BikeExchange-Jayco \| + 31 s \| \| 9e \| Pello Bilbao \| Espagne \| Bahrain Victorious \| + 32 s \| \| 10e \| Mark Padun \| Ukraine \| EF Education-EasyPost \| + 35 s \| |                     |             |                        |             |
| |                     |             |                        |             |
| Source : ProCyclingStats |                     |             |                        |             |
| Classement de l'étape |                     |             |                        |             |
| Coureur | Coureur             | Pays        | Équipe                 | Temps       |
| 1er | Thymen Arensman     | Pays-Bas    | Team DSM               | 17 min 40 s |
| 2e | Magnus Sheffield    | États-Unis  | Ineos Grenadiers       | + 7 s       |
| 3e | Ethan Hayter        | Royaume-Uni | Ineos Grenadiers       | + 8 s       |
| 4e | Rémi Cavagna        | France      | Quick-Step Alpha Vinyl | + 20 s      |
| 5e | Marco Brenner       | Allemagne   | Team DSM               | + 26 s      |
| 6e | Ben Tulett          | Royaume-Uni | Ineos Grenadiers       | + 28 s      |
| 7e | Samuele Battistella | Italie      | Astana Qazaqstan Team  | + 30 s      |
| 8e | Matteo Sobrero      | Italie      | BikeExchange-Jayco     | + 31 s      |
| 9e | Pello Bilbao        | Espagne     | Bahrain Victorious     | + 32 s      |
| 10e | Mark Padun          | Ukraine     | EF Education-EasyPost  | + 35 s      |

| \| Classement général \| Classement général \| Classement général \| Classement général \| Classement général \| \| Coureur \| Coureur \| Pays \| Équipe \| Temps \| \| ------------------ \| ------------------- \| ------------------ \| ---------------------- \| ------------------ \| \| 1er \| Ethan Hayter \| Royaume-Uni \| Ineos Grenadiers \| 24 h 27 min 03 s \| \| 2e \| Thymen Arensman \| Pays-Bas \| Team DSM \| + 11 s \| \| 3e \| Pello Bilbao \| Espagne \| Bahrain Victorious \| + 18 s \| \| 4e \| Matteo Sobrero \| Italie \| BikeExchange-Jayco \| + 23 s \| \| 5e \| Ben Tulett \| Royaume-Uni \| Ineos Grenadiers \| + 25 s \| \| 6e \| Rémi Cavagna \| France \| Quick-Step Alpha Vinyl \| + 31 s \| \| 7e \| Samuele Battistella \| Italie \| Astana Qazaqstan Team \| + 32 s \| \| 8e \| Sergio Higuita \| Colombie \| Bora-Hansgrohe \| + 32 s \| \| 9e \| Diego Ulissi \| Italie \| UAE Team Emirates \| + 45 s \| \| 10e \| Bruno Armirail \| France \| Groupama-FDJ \| + 50 s \| |                     |             |                        |                  |
| |                     |             |                        |                  |
| Source : ProCyclingStats |                     |             |                        |                  |
| Classement général |                     |             |                        |                  |
| Coureur | Coureur             | Pays        | Équipe                 | Temps            |
| 1er | Ethan Hayter        | Royaume-Uni | Ineos Grenadiers       | 24 h 27 min 03 s |
| 2e | Thymen Arensman     | Pays-Bas    | Team DSM               | + 11 s           |
| 3e | Pello Bilbao        | Espagne     | Bahrain Victorious     | + 18 s           |
| 4e | Matteo Sobrero      | Italie      | BikeExchange-Jayco     | + 23 s           |
| 5e | Ben Tulett          | Royaume-Uni | Ineos Grenadiers       | + 25 s           |
| 6e | Rémi Cavagna        | France      | Quick-Step Alpha Vinyl | + 31 s           |
| 7e | Samuele Battistella | Italie      | Astana Qazaqstan Team  | + 32 s           |
| 8e | Sergio Higuita      | Colombie    | Bora-Hansgrohe         | + 32 s           |
| 9e | Diego Ulissi        | Italie      | UAE Team Emirates      | + 45 s           |
| 10e | Bruno Armirail      | France      | Groupama-FDJ           | + 50 s           |

### 7eétape
| \| Classement de l'étape \| Classement de l'étape \| Classement de l'étape \| Classement de l'étape \| Classement de l'étape \| \| Coureur \| Coureur \| Pays \| Équipe \| Temps \| \| --------------------- \| --------------------- \| --------------------- \| ---------------------------------- \| --------------------- \| \| 1er \| Arnaud Démare \| France \| Groupama-FDJ \| 3 h 59 min 20 s \| \| 2e \| Olav Kooij \| Pays-Bas \| Jumbo-Visma \| + 0 s \| \| 3e \| Phil Bauhaus \| Allemagne \| Bahrain Victorious \| + 0 s \| \| 4e \| Max Kanter \| Allemagne \| Movistar Team \| + 0 s \| \| 5e \| Gerben Thijssen \| Belgique \| Intermarché-Wanty-Gobert Matériaux \| + 0 s \| \| 6e \| Marijn van den Berg \| Pays-Bas \| EF Education-EasyPost \| + 0 s \| \| 7e \| Davide Cimolai \| Italie \| Cofidis \| + 0 s \| \| 8e \| Edward Theuns \| Belgique \| Trek-Segafredo \| + 0 s \| \| 9e \| Pascal Ackermann \| Allemagne \| UAE Team Emirates \| + 0 s \| \| 10e \| Kaden Groves \| Australie \| BikeExchange-Jayco \| + 0 s \| |                     |           |                                    |                 |
| |                     |           |                                    |                 |
| Source : ProCyclingStats |                     |           |                                    |                 |
| Classement de l'étape |                     |           |                                    |                 |
| Coureur | Coureur             | Pays      | Équipe                             | Temps           |
| 1er | Arnaud Démare       | France    | Groupama-FDJ                       | 3 h 59 min 20 s |
| 2e | Olav Kooij          | Pays-Bas  | Jumbo-Visma                        | + 0 s           |
| 3e | Phil Bauhaus        | Allemagne | Bahrain Victorious                 | + 0 s           |
| 4e | Max Kanter          | Allemagne | Movistar Team                      | + 0 s           |
| 5e | Gerben Thijssen     | Belgique  | Intermarché-Wanty-Gobert Matériaux | + 0 s           |
| 6e | Marijn van den Berg | Pays-Bas  | EF Education-EasyPost              | + 0 s           |
| 7e | Davide Cimolai      | Italie    | Cofidis                            | + 0 s           |
| 8e | Edward Theuns       | Belgique  | Trek-Segafredo                     | + 0 s           |
| 9e | Pascal Ackermann    | Allemagne | UAE Team Emirates                  | + 0 s           |
| 10e | Kaden Groves        | Australie | BikeExchange-Jayco                 | + 0 s           |

## Classements finals

### Classement général
| \| Classement général \| Classement général \| Classement général \| Classement général \| Classement général \| \| Coureur \| Coureur \| Pays \| Équipe \| Temps \| \| ------------------ \| ------------------- \| ------------------ \| ---------------------- \| ------------------ \| \| 1er \| Ethan Hayter \| Royaume-Uni \| Ineos Grenadiers \| 28 h 26 min 23 s \| \| 2e \| Thymen Arensman \| Pays-Bas \| Team DSM \| + 11 s \| \| 3e \| Pello Bilbao \| Espagne \| Bahrain Victorious \| + 18 s \| \| 4e \| Matteo Sobrero \| Italie \| BikeExchange-Jayco \| + 23 s \| \| 5e \| Ben Tulett \| Royaume-Uni \| Ineos Grenadiers \| + 25 s \| \| 6e \| Rémi Cavagna \| France \| Quick-Step Alpha Vinyl \| + 31 s \| \| 7e \| Samuele Battistella \| Italie \| Astana Qazaqstan Team \| + 32 s \| \| 8e \| Sergio Higuita \| Colombie \| Bora-Hansgrohe \| + 32 s \| \| 9e \| Diego Ulissi \| Italie \| UAE Team Emirates \| + 45 s \| \| 10e \| Bruno Armirail \| France \| Groupama-FDJ \| + 50 s \| |                     |             |                        |                  |
| |                     |             |                        |                  |
| Sources : ProCyclingStats Cycling Quotient Cycling Archives |                     |             |                        |                  |
| Classement général |                     |             |                        |                  |
| Coureur | Coureur             | Pays        | Équipe                 | Temps            |
| 1er | Ethan Hayter        | Royaume-Uni | Ineos Grenadiers       | 28 h 26 min 23 s |
| 2e | Thymen Arensman     | Pays-Bas    | Team DSM               | + 11 s           |
| 3e | Pello Bilbao        | Espagne     | Bahrain Victorious     | + 18 s           |
| 4e | Matteo Sobrero      | Italie      | BikeExchange-Jayco     | + 23 s           |
| 5e | Ben Tulett          | Royaume-Uni | Ineos Grenadiers       | + 25 s           |
| 6e | Rémi Cavagna        | France      | Quick-Step Alpha Vinyl | + 31 s           |
| 7e | Samuele Battistella | Italie      | Astana Qazaqstan Team  | + 32 s           |
| 8e | Sergio Higuita      | Colombie    | Bora-Hansgrohe         | + 32 s           |
| 9e | Diego Ulissi        | Italie      | UAE Team Emirates      | + 45 s           |
| 10e | Bruno Armirail      | France      | Groupama-FDJ           | + 50 s           |

| Classement des sprints | Classement des sprints | Classement des sprints | Classement des sprints | Classement des sprints |
| Coureur                | Coureur                | Pays                   | Équipe                 | Points                 |
| ---------------------- | ---------------------- | ---------------------- | ---------------------- | ---------------------- |

| Classement des sprints | Classement des sprints | Classement des sprints | Classement des sprints | Classement des sprints |
| Coureur                | Coureur                | Pays                   | Équipe                 | Points                 |
| ---------------------- | ---------------------- | ---------------------- | ---------------------- | ---------------------- |

| Classement de la montagne | Classement de la montagne | Classement de la montagne | Classement de la montagne          | Classement de la montagne |
| Coureur                   | Coureur                   | Pays                      | Équipe                             | Points                    |
| ------------------------- | ------------------------- | ------------------------- | ---------------------------------- | ------------------------- |
| 1er                       | Jarrad Drizners           | Australie                 | Lotto-Soudal                       | 23 pts                    |
| 2e                        | Kamil Małecki             | Pologne                   | Lotto-Soudal                       | 15 pts                    |
| 3e                        | Michel Hessmann           | Allemagne                 | Jumbo-Visma                        | 11 pts                    |
| 4e                        | Michel Hessmann           | Allemagne                 | Jumbo-Visma                        | 11 pts                    |
| 5e                        | Syver Wærsted             | Norvège                   | Uno-X Pro Cycling Team             | 11 pts                    |
| 6e                        | Rui Oliveira              | Portugal                  | UAE Team Emirates                  | 8 pts                     |
| 7e                        | Mads Würtz Schmidt        | Danemark                  | Israel-Premier Tech                | 7 pts                     |
| 8e                        | Julius Johansen           | Danemark                  | Intermarché-Wanty-Gobert Matériaux | 7 pts                     |
| 9e                        | Nans Peters               | France                    | AG2R Citroën Team                  | 5 pts                     |
| 10e                       | Felix Gall                | Autriche                  | AG2R Citroën Team                  | 4 pts                     |

| Classement de la montagne | Classement de la montagne | Classement de la montagne | Classement de la montagne          | Classement de la montagne |
| Coureur                   | Coureur                   | Pays                      | Équipe                             | Points                    |
| ------------------------- | ------------------------- | ------------------------- | ---------------------------------- | ------------------------- |
| 1er                       | Jarrad Drizners           | Australie                 | Lotto-Soudal                       | 23 pts                    |
| 2e                        | Kamil Małecki             | Pologne                   | Lotto-Soudal                       | 15 pts                    |
| 3e                        | Michel Hessmann           | Allemagne                 | Jumbo-Visma                        | 11 pts                    |
| 4e                        | Michel Hessmann           | Allemagne                 | Jumbo-Visma                        | 11 pts                    |
| 5e                        | Syver Wærsted             | Norvège                   | Uno-X Pro Cycling Team             | 11 pts                    |
| 6e                        | Rui Oliveira              | Portugal                  | UAE Team Emirates                  | 8 pts                     |
| 7e                        | Mads Würtz Schmidt        | Danemark                  | Israel-Premier Tech                | 7 pts                     |
| 8e                        | Julius Johansen           | Danemark                  | Intermarché-Wanty-Gobert Matériaux | 7 pts                     |
| 9e                        | Nans Peters               | France                    | AG2R Citroën Team                  | 5 pts                     |
| 10e                       | Felix Gall                | Autriche                  | AG2R Citroën Team                  | 4 pts                     |

| Classement de la combativité | Classement de la combativité | Classement de la combativité | Classement de la combativité | Classement de la combativité |
| Coureur                      | Coureur                      | Pays                         | Équipe                       | Points                       |
| ---------------------------- | ---------------------------- | ---------------------------- | ---------------------------- | ---------------------------- |
| 1er                          | Patryk Stosz                 | Pologne                      | Pologne                      | 16 pts                       |
| 2e                           | Edward Theuns                | Belgique                     | Trek-Segafredo               | 8 pts                        |
| 3e                           | Mads Würtz Schmidt           | Danemark                     | Israel-Premier Tech          | 6 pts                        |

| Classement de la combativité | Classement de la combativité | Classement de la combativité | Classement de la combativité | Classement de la combativité |
| Coureur                      | Coureur                      | Pays                         | Équipe                       | Points                       |
| ---------------------------- | ---------------------------- | ---------------------------- | ---------------------------- | ---------------------------- |
| 1er                          | Patryk Stosz                 | Pologne                      | Pologne                      | 16 pts                       |
| 2e                           | Edward Theuns                | Belgique                     | Trek-Segafredo               | 8 pts                        |
| 3e                           | Mads Würtz Schmidt           | Danemark                     | Israel-Premier Tech          | 6 pts                        |

| Classement par équipes | Classement par équipes | Classement par équipes | Classement par équipes |
| Équipe                 | Équipe                 | Pays                   | Temps                  |
| ---------------------- | ---------------------- | ---------------------- | ---------------------- |
| 1re                    | Ineos Grenadiers       | Royaume-Uni            | 85 h 19 min 33 s       |
| 2e                     | Quick-Step Alpha Vinyl | Belgique               | + 2 min 43 s           |
| 3e                     | Team DSM               | Pays-Bas               | + 2 min 46 s           |
| 4e                     | EF Education-EasyPost  | États-Unis             | + 2 min 48 s           |
| 5e                     | Bahrain Victorious     | Bahreïn                | + 3 min 56 s           |

| Classement par équipes | Classement par équipes | Classement par équipes | Classement par équipes |
| Équipe                 | Équipe                 | Pays                   | Temps                  |
| ---------------------- | ---------------------- | ---------------------- | ---------------------- |
| 1re                    | Ineos Grenadiers       | Royaume-Uni            | 85 h 19 min 33 s       |
| 2e                     | Quick-Step Alpha Vinyl | Belgique               | + 2 min 43 s           |
| 3e                     | Team DSM               | Pays-Bas               | + 2 min 46 s           |
| 4e                     | EF Education-EasyPost  | États-Unis             | + 2 min 48 s           |
| 5e                     | Bahrain Victorious     | Bahreïn                | + 3 min 56 s           |

### Classements UCI
La course attribue des points au Classement mondial UCI 2022 selon le barème suivant :
| Position           | 1er | 2e  | 3e  | 4e  | 5e  | 6e  | 7e  | 8e  | 9e | 10e | 11e | 12e | 13e | 14e | 15e | 16e à 20e | 21e à 30e | 31e à 50e | 51e à 55e | 56e à 60e |
| Classement général | 400 | 320 | 260 | 220 | 180 | 140 | 120 | 100 | 80 | 68  | 56  | 48  | 40  | 32  | 28  | 24        | 16        | 8         | 4         | 4         |
| Par étapes         | 50  | 20  | 8   |     |     |     |     |     |    |     |     |     |     |     |     |           |           |           |           |           |
| Leader             | 8   |     |     |     |     |     |     |     |    |     |     |     |     |     |     |           |           |           |           |           |

| Rang | Coureur | Équipe | Général | Étape | Leader | Total |
| ---- | ------- | ------ | ------- | ----- | ------ | ----- |
| 1    |         |        |         |       |        |       |
| 2    |         |        |         |       |        |       |
| 3    |         |        |         |       |        |       |
| 4    |         |        |         |       |        |       |
| 5    |         |        |         |       |        |       |
| 6    |         |        |         |       |        |       |
| 7    |         |        |         |       |        |       |
| 8    |         |        |         |       |        |       |
| 9    |         |        |         |       |        |       |
| 10   |         |        |         |       |        |       |

## Évolution des classements
| Étape              | Vainqueur          | Classement général | Classement des sprints | Classement de la montagne | Classement de la combativité | Classement du meilleur polonais | Classement par équipes |
| ------------------ | ------------------ | ------------------ | ---------------------- | ------------------------- | ---------------------------- | ------------------------------- | ---------------------- |
| 1                  | Olav Kooij         | Olav Kooij         | Olav Kooij             | Jonas Abrahamsen          | Patryk Stosz                 | Stanisław Aniołkowski           | AG2R Citroën           |
| 2                  | Gerben Thijssen    | Jonas Abrahamsen   | Olav Kooij             | Jonas Abrahamsen          | Patryk Stosz                 | Stanisław Aniołkowski           | UAE Team Emirates      |
| 3                  | Sergio Higuita     | Sergio Higuita     | Olav Kooij             | Michel Hessmann           | Patryk Stosz                 | Jakub Kaczmarek                 | Ineos Grenadiers       |
| 4                  | Pascal Ackermann   | Sergio Higuita     | Olav Kooij             | Kamil Małecki             | Patryk Stosz                 | Jakub Kaczmarek                 | Ineos Grenadiers       |
| 5                  | Phil Bauhaus       | Sergio Higuita     | Arnaud Démare          | Kamil Małecki             | Patryk Stosz                 | Jakub Kaczmarek                 | Ineos Grenadiers       |
| 6                  | Thymen Arensman    | Ethan Hayter       | Arnaud Démare          | Kamil Małecki             | Patryk Stosz                 | Jakub Kaczmarek                 | Ineos Grenadiers       |
| 7                  | Arnaud Démare      | Ethan Hayter       | Arnaud Démare          | Jarrad Drizners           | Patryk Stosz                 | Jakub Kaczmarek                 | Ineos Grenadiers       |
| Classements finals | Classements finals | Ethan Hayter       | Arnaud Démare          | Jarrad Drizners           | Patryk Stosz                 | Jakub Kaczmarek                 | Ineos Grenadiers       |

## Liste des participants
| Quick-Step Alpha Vinyl QST | Quick-Step Alpha Vinyl QST   | Quick-Step Alpha Vinyl QST |
| -------------------------- | ---------------------------- | -------------------------- |
| Num                        | Coureur                      | Pos                        |
| 1                          | Rémi Cavagna (FRA)           | 6e                         |
| 2                          | Mark Cavendish (GBR) (route) | NP-6                       |
| 3                          | Josef Černý (CZE)            | 117e                       |
| 4                          | Mauro Schmid (SUI)           | NP-5                       |
| 5                          | Zdeněk Štybar (CZE)          | 57e                        |
| 6                          | Bert Van Lerberghe (BEL)     | 105e                       |
| 7                          | Mauri Vansevenant (BEL)      | 26e                        |

| AG2R Citroën Team ACT | AG2R Citroën Team ACT | AG2R Citroën Team ACT |
| --------------------- | --------------------- | --------------------- |
| Num                   | Coureur               | Pos                   |
| 11                    | Felix Gall (AUT)      | 15e                   |
| 12                    | Dorian Godon (FRA)    | 17e                   |
| 13                    | Marc Sarreau (FRA)    | NP-6                  |
| 14                    | Nans Peters (FRA)     | 59e                   |
| 15                    | Antoine Raugel (FRA)  | 54e                   |
| 16                    | Michael Schär (SUI)   | 46e                   |
| 17                    | Andrea Vendrame (ITA) | 45e                   |

| Astana Qazaqstan Team AST | Astana Qazaqstan Team AST     | Astana Qazaqstan Team AST |
| ------------------------- | ----------------------------- | ------------------------- |
| Num                       | Coureur                       | Pos                       |
| 21                        | Samuele Battistella (ITA)     | 7e                        |
| 22                        | Yevgeniy Fedorov (KAZ)        | 66e                       |
| 23                        | Michele Gazzoli (ITA)         | 80e                       |
| 24                        | Davide Martinelli (ITA)       | NP-2                      |
| 25                        | Yevgeniy Gidich (KAZ) (route) | 102e                      |
| 26                        | Christian Scaroni (ITA)       | 71e                       |
| 27                        | Harold Tejada (COL)           | 14e                       |

| Bahrain Victorious TBV | Bahrain Victorious TBV  | Bahrain Victorious TBV |
| ---------------------- | ----------------------- | ---------------------- |
| Num                    | Coureur                 | Pos                    |
| 31                     | Phil Bauhaus (GER)      | 107e                   |
| 32                     | Pello Bilbao (ESP)      | 3e                     |
| 33                     | Edoardo Zambanini (ITA) | 33e                    |
| 34                     | Heinrich Haussler (AUS) | 97e                    |
| 35                     | Filip Maciejuk (POL)    | 55e                    |
| 36                     | Jonathan Milan (ITA)    | 70e                    |
| 37                     | Stephen Williams (GBR)  | 47e                    |

| Bora-Hansgrohe BOH | Bora-Hansgrohe BOH           | Bora-Hansgrohe BOH |
| ------------------ | ---------------------------- | ------------------ |
| Num                | Coureur                      | Pos                |
| 41                 | Giovanni Aleotti (ITA)       | 23e                |
| 42                 | Cesare Benedetti (POL)       | 68e                |
| 43                 | Sam Bennett (IRL)            | 110e               |
| 44                 | Sergio Higuita (COL) (route) | 8e                 |
| 45                 | Jordi Meeus (BEL)            | AB-6               |
| 46                 | Ryan Mullen (IRL)            | 121e               |
| 47                 | Shane Archbold (NZL)         | NP-6               |

| Cofidis COF | Cofidis COF              | Cofidis COF |
| ----------- | ------------------------ | ----------- |
| Num         | Coureur                  | Pos         |
| 51          | Piet Allegaert (BEL)     | NP-6        |
| 52          | Alexandre Delettre (FRA) | 39e         |
| 53          | Thomas Champion (FRA)    | 36e         |
| 54          | Davide Cimolai (ITA)     | 101e        |
| 55          | Simone Consonni (ITA)    | AB-5        |
| 56          | Tom Bohli (SUI)          | 87e         |
| 57          | Jelle Wallays (BEL)      | NP-2        |

| EF Education-EasyPost EFE | EF Education-EasyPost EFE | EF Education-EasyPost EFE |
| ------------------------- | ------------------------- | ------------------------- |
| Num                       | Coureur                   | Pos                       |
| 61                        | Diego Camargo (COL)       | 93e                       |
| 62                        | Simon Carr (GBR)          | 19e                       |
| 63                        | Jens Keukeleire (BEL)     | 86e                       |
| 64                        | Mark Padun (UKR)          | 13e                       |
| 65                        | Sean Quinn (USA)          | 21e                       |
| 66                        | Marijn van den Berg (NED) | 79e                       |
| 67                        | Łukasz Wiśniowski (POL)   | 126e                      |

| Groupama-FDJ GFC | Groupama-FDJ GFC          | Groupama-FDJ GFC |
| ---------------- | ------------------------- | ---------------- |
| Num              | Coureur                   | Pos              |
| 71               | Arnaud Démare (FRA)       | 58e              |
| 72               | Bruno Armirail (FRA)      | 10e              |
| 73               | Jacopo Guarnieri (ITA)    | 122e             |
| 74               | Ignatas Konovalovas (LTU) | 77e              |
| 75               | Quentin Pacher (FRA)      | 16e              |
| 76               | Miles Scotson (AUS)       | NP-6             |
| 77               | Bram Welten (NED)         | 90e              |

| Ineos Grenadiers IGD | Ineos Grenadiers IGD           | Ineos Grenadiers IGD |
| -------------------- | ------------------------------ | -------------------- |
| Num                  | Coureur                        | Pos                  |
| 81                   | Richard Carapaz (ECU) (chrono) | 22e                  |
| 82                   | Ethan Hayter (GBR) (chrono)    | 1er                  |
| 83                   | Jhonatan Narváez (ECU)         | 50e                  |
| 84                   | Salvatore Puccio (ITA)         | 118e                 |
| 85                   | Magnus Sheffield (USA)         | 81e                  |
| 86                   | Ben Tulett (GBR)               | 5e                   |
| 87                   | Elia Viviani (ITA)             | 115e                 |

| Intermarché-Wanty-Gobert Matériaux IWG | Intermarché-Wanty-Gobert Matériaux IWG | Intermarché-Wanty-Gobert Matériaux IWG |
| -------------------------------------- | -------------------------------------- | -------------------------------------- |
| Num                                    | Coureur                                | Pos                                    |
| 91                                     | Baptiste Planckaert (BEL)              | AB-1                                   |
| 92                                     | Quinten Hermans (BEL)                  | 20e                                    |
| 93                                     | Laurens Huys (BEL)                     | 34e                                    |
| 94                                     | Julius Johansen (DEN)                  | 100e                                   |
| 95                                     | Hugo Page (FRA)                        | 44e                                    |
| 96                                     | Gerben Thijssen (BEL)                  | 108e                                   |
| 97                                     | Boy van Poppel (NED)                   | 94e                                    |

| Israel-Premier Tech IPT | Israel-Premier Tech IPT    | Israel-Premier Tech IPT |
| ----------------------- | -------------------------- | ----------------------- |
| Num                     | Coureur                    | Pos                     |
| 101                     | Reto Hollenstein (SUI)     | 49e                     |
| 102                     | Sebastian Berwick (AUS)    | 24e                     |
| 103                     | Matthias Brändle (AUT)     | 98e                     |
| 104                     | Alessandro De Marchi (ITA) | 61e                     |
| 105                     | Alex Dowsett (GBR)         | 89e                     |
| 106                     | Taj Jones (AUS)            | 88e                     |
| 107                     | Mads Würtz Schmidt (DEN)   | 38e                     |

| Jumbo-Visma TJV | Jumbo-Visma TJV          | Jumbo-Visma TJV |
| --------------- | ------------------------ | --------------- |
| Num             | Coureur                  | Pos             |
| 111             | Mick van Dijke (NED)     | 65e             |
| 113             | Olav Kooij (NED)         | 83e             |
| 114             | Michel Hessmann (GER)    | 63e             |
| 115             | Tosh Van der Sande (BEL) | 60e             |
| 116             | Sam Oomen (NED)          | NP-2            |
| 117             | Mike Teunissen (NED)     | NP-6            |

| Movistar Team MOV | Movistar Team MOV                  | Movistar Team MOV |
| ----------------- | ---------------------------------- | ----------------- |
| Num               | Coureur                            | Pos               |
| 121               | William Barta (USA)                | 32e               |
| 122               | Juri Hollmann (GER)                | 41e               |
| 123               | Johan Jacobs (SUI)                 | NP-2              |
| 124               | Max Kanter (GER)                   | 56e               |
| 125               | Oier Lazkano (ESP)                 | AB-2              |
| 126               | Abner González (PUR)               | 30e               |
| 127               | Óscar Rodríguez Garaicoechea (ESP) | 42e               |

| BikeExchange-Jayco BEX | BikeExchange-Jayco BEX         | BikeExchange-Jayco BEX |
| ---------------------- | ------------------------------ | ---------------------- |
| Num                    | Coureur                        | Pos                    |
| 131                    | Matteo Sobrero (ITA)           | 4e                     |
| 132                    | Alexander Edmondson (AUS)      | AB-2                   |
| 133                    | Kaden Groves (AUS)             | 52e                    |
| 134                    | Michael Hepburn (AUS)          | 51e                    |
| 135                    | Lucas Hamilton (AUS)           | 18e                    |
| 136                    | Lawson Craddock (USA) (chrono) | 78e                    |
| 137                    | Kelland O'Brien (AUS)          | 106e                   |

| Lotto-Soudal LTS | Lotto-Soudal LTS       | Lotto-Soudal LTS |
| ---------------- | ---------------------- | ---------------- |
| Num              | Coureur                | Pos              |
| 141              | Steff Cras (BEL)       | 25e              |
| 142              | Jasper De Buyst (BEL)  | NP-6             |
| 144              | Thomas De Gendt (BEL)  | 99e              |
| 145              | Jarrad Drizners (AUS)  | 72e              |
| 146              | Roger Kluge (GER)      | 111e             |
| 147              | Kamil Małecki (POL)    | 92e              |
| 148              | Sylvain Moniquet (BEL) | 11e              |

| Team DSM DSM | Team DSM DSM                  | Team DSM DSM |
| ------------ | ----------------------------- | ------------ |
| Num          | Coureur                       | Pos          |
| 151          | Thymen Arensman (NED)         | 2e           |
| 152          | Nikias Arndt (GER)            | 31e          |
| 153          | Marco Brenner (GER)           | 12e          |
| 154          | Jonas Iversby Hvideberg (NOR) | 76e          |
| 155          | Niklas Märkl (GER)            | 109e         |
| 156          | Joris Nieuwenhuis (NED)       | 125e         |
| 157          | Sam Welsford (AUS)            | 116e         |

| Trek-Segafredo TFS | Trek-Segafredo TFS          | Trek-Segafredo TFS |
| ------------------ | --------------------------- | ------------------ |
| Num                | Coureur                     | Pos                |
| 161                | Daan Hoole (NED)            | 75e                |
| 162                | Emīls Liepiņš (LAT) (route) | 103e               |
| 163                | Jacopo Mosca (ITA)          | 112e               |
| 164                | Matteo Moschetti (ITA)      | AB-4               |
| 165                | Edward Theuns (BEL)         | 53e                |
| 166                | Antonio Tiberi (ITA)        | 43e                |
| 167                | Antwan Tolhoek (NED)        | NP-2               |

| UAE Team Emirates UAD | UAE Team Emirates UAD      | UAE Team Emirates UAD |
| --------------------- | -------------------------- | --------------------- |
| Num                   | Coureur                    | Pos                   |
| 171                   | Pascal Ackermann (GER)     | 84e                   |
| 172                   | Davide Formolo (ITA)       | 29e                   |
| 173                   | Vegard Stake Laengen (NOR) | 48e                   |
| 174                   | Sebastián Molano (COL)     | 85e                   |
| 175                   | Rui Oliveira (POR)         | 64e                   |
| 176                   | Oliviero Troia (ITA)       | 114e                  |
| 177                   | Diego Ulissi (ITA)         | 9e                    |

| Alpecin-Deceuninck AFC | Alpecin-Deceuninck AFC      | Alpecin-Deceuninck AFC |
| ---------------------- | --------------------------- | ---------------------- |
| Num                    | Coureur                     | Pos                    |
| 181                    | David van der Poel (NED)    | NP-4                   |
| 182                    | Sjoerd Bax (NED)            | NP-4                   |
| 183                    | Tobias Bayer (AUT)          | NP-4                   |
| 184                    | Senne Leysen (BEL)          | NP-4                   |
| 185                    | Jakub Mareczko (ITA)        | NP-4                   |
| 186                    | Stefano Oldani (ITA)        | NP-4                   |
| 187                    | Fabio Van den Bossche (BEL) | NP-4                   |

| Caja Rural-Seguros RGA CJR | Caja Rural-Seguros RGA CJR | Caja Rural-Seguros RGA CJR |
| -------------------------- | -------------------------- | -------------------------- |
| Num                        | Coureur                    | Pos                        |
| 191                        | Julen Amézqueta (ESP)      | 69e                        |
| 192                        | Aritz Bagües (ESP)         | NP-2                       |
| 193                        | Jefferson Cepeda (ECU)     | 35e                        |
| 194                        | Iúri Leitão (POR)          | 119e                       |
| 195                        | Sergio Román Martín (ESP)  | 40e                        |
| 196                        | Eduard Prades (ESP)        | 37e                        |
| 197                        | Michal Schlegel (CZE)      | 62e                        |

| Team Novo Nordisk TNN | Team Novo Nordisk TNN | Team Novo Nordisk TNN |
| --------------------- | --------------------- | --------------------- |
| Num                   | Coureur               | Pos                   |
| 201                   | Andrea Peron (ITA)    | 120e                  |
| 202                   | Péter Kusztor (HUN)   | 91e                   |
| 203                   | Gerd de Keijzer (NED) | AB-4                  |
| 204                   | Sam Brand (GBR)       | NP-6                  |
| 205                   | Umberto Poli (ITA)    | AB-7                  |
| 206                   | David Lozano (ESP)    | 95e                   |
| 207                   | Matyáš Kopecký (CZE)  | NP-5                  |

| Uno-X Pro Cycling Team UXT | Uno-X Pro Cycling Team UXT  | Uno-X Pro Cycling Team UXT |
| -------------------------- | --------------------------- | -------------------------- |
| Num                        | Coureur                     | Pos                        |
| 211                        | Jonas Abrahamsen (NOR)      | NP-4                       |
| 212                        | Tobias Johannessen (NOR)    | NP-2                       |
| 213                        | Syver Wærsted (NOR)         | 123e                       |
| 214                        | Anders Skaarseth (NOR)      | 67e                        |
| 215                        | Rasmus Tiller (NOR) (route) | NP-2                       |
| 216                        | Idar Andersen (NOR)         | 27e                        |
| 217                        | Jonas Gregaard Wilsly (DEN) | 73e                        |

| Pologne POL | Pologne POL           | Pologne POL |
| ----------- | --------------------- | ----------- |
| Num         | Coureur               | Pos         |
| 221         | Stanisław Aniołkowski | 74e         |
| 222         | Patryk Stosz          | 127e        |
| 223         | Mateusz Grabis        | 124e        |
| 224         | Jakub Kaczmarek       | 28e         |
| 225         | Piotr Brożyna         | 104e        |
| 226         | Marcin Budziński      | 82e         |
| 227         | Jakub Murias          | 96e         |

| Quick-Step Alpha Vinyl QST | Quick-Step Alpha Vinyl QST   | Quick-Step Alpha Vinyl QST |
| -------------------------- | ---------------------------- | -------------------------- |
| Num                        | Coureur                      | Pos                        |
| 1                          | Rémi Cavagna (FRA)           | 6e                         |
| 2                          | Mark Cavendish (GBR) (route) | NP-6                       |
| 3                          | Josef Černý (CZE)            | 117e                       |
| 4                          | Mauro Schmid (SUI)           | NP-5                       |
| 5                          | Zdeněk Štybar (CZE)          | 57e                        |
| 6                          | Bert Van Lerberghe (BEL)     | 105e                       |
| 7                          | Mauri Vansevenant (BEL)      | 26e                        |

| AG2R Citroën Team ACT | AG2R Citroën Team ACT | AG2R Citroën Team ACT |
| --------------------- | --------------------- | --------------------- |
| Num                   | Coureur               | Pos                   |
| 11                    | Felix Gall (AUT)      | 15e                   |
| 12                    | Dorian Godon (FRA)    | 17e                   |
| 13                    | Marc Sarreau (FRA)    | NP-6                  |
| 14                    | Nans Peters (FRA)     | 59e                   |
| 15                    | Antoine Raugel (FRA)  | 54e                   |
| 16                    | Michael Schär (SUI)   | 46e                   |
| 17                    | Andrea Vendrame (ITA) | 45e                   |

| Astana Qazaqstan Team AST | Astana Qazaqstan Team AST     | Astana Qazaqstan Team AST |
| ------------------------- | ----------------------------- | ------------------------- |
| Num                       | Coureur                       | Pos                       |
| 21                        | Samuele Battistella (ITA)     | 7e                        |
| 22                        | Yevgeniy Fedorov (KAZ)        | 66e                       |
| 23                        | Michele Gazzoli (ITA)         | 80e                       |
| 24                        | Davide Martinelli (ITA)       | NP-2                      |
| 25                        | Yevgeniy Gidich (KAZ) (route) | 102e                      |
| 26                        | Christian Scaroni (ITA)       | 71e                       |
| 27                        | Harold Tejada (COL)           | 14e                       |

| Bahrain Victorious TBV | Bahrain Victorious TBV  | Bahrain Victorious TBV |
| ---------------------- | ----------------------- | ---------------------- |
| Num                    | Coureur                 | Pos                    |
| 31                     | Phil Bauhaus (GER)      | 107e                   |
| 32                     | Pello Bilbao (ESP)      | 3e                     |
| 33                     | Edoardo Zambanini (ITA) | 33e                    |
| 34                     | Heinrich Haussler (AUS) | 97e                    |
| 35                     | Filip Maciejuk (POL)    | 55e                    |
| 36                     | Jonathan Milan (ITA)    | 70e                    |
| 37                     | Stephen Williams (GBR)  | 47e                    |

| Bora-Hansgrohe BOH | Bora-Hansgrohe BOH           | Bora-Hansgrohe BOH |
| ------------------ | ---------------------------- | ------------------ |
| Num                | Coureur                      | Pos                |
| 41                 | Giovanni Aleotti (ITA)       | 23e                |
| 42                 | Cesare Benedetti (POL)       | 68e                |
| 43                 | Sam Bennett (IRL)            | 110e               |
| 44                 | Sergio Higuita (COL) (route) | 8e                 |
| 45                 | Jordi Meeus (BEL)            | AB-6               |
| 46                 | Ryan Mullen (IRL)            | 121e               |
| 47                 | Shane Archbold (NZL)         | NP-6               |

| Cofidis COF | Cofidis COF              | Cofidis COF |
| ----------- | ------------------------ | ----------- |
| Num         | Coureur                  | Pos         |
| 51          | Piet Allegaert (BEL)     | NP-6        |
| 52          | Alexandre Delettre (FRA) | 39e         |
| 53          | Thomas Champion (FRA)    | 36e         |
| 54          | Davide Cimolai (ITA)     | 101e        |
| 55          | Simone Consonni (ITA)    | AB-5        |
| 56          | Tom Bohli (SUI)          | 87e         |
| 57          | Jelle Wallays (BEL)      | NP-2        |

| EF Education-EasyPost EFE | EF Education-EasyPost EFE | EF Education-EasyPost EFE |
| ------------------------- | ------------------------- | ------------------------- |
| Num                       | Coureur                   | Pos                       |
| 61                        | Diego Camargo (COL)       | 93e                       |
| 62                        | Simon Carr (GBR)          | 19e                       |
| 63                        | Jens Keukeleire (BEL)     | 86e                       |
| 64                        | Mark Padun (UKR)          | 13e                       |
| 65                        | Sean Quinn (USA)          | 21e                       |
| 66                        | Marijn van den Berg (NED) | 79e                       |
| 67                        | Łukasz Wiśniowski (POL)   | 126e                      |

| Groupama-FDJ GFC | Groupama-FDJ GFC          | Groupama-FDJ GFC |
| ---------------- | ------------------------- | ---------------- |
| Num              | Coureur                   | Pos              |
| 71               | Arnaud Démare (FRA)       | 58e              |
| 72               | Bruno Armirail (FRA)      | 10e              |
| 73               | Jacopo Guarnieri (ITA)    | 122e             |
| 74               | Ignatas Konovalovas (LTU) | 77e              |
| 75               | Quentin Pacher (FRA)      | 16e              |
| 76               | Miles Scotson (AUS)       | NP-6             |
| 77               | Bram Welten (NED)         | 90e              |

| Ineos Grenadiers IGD | Ineos Grenadiers IGD           | Ineos Grenadiers IGD |
| -------------------- | ------------------------------ | -------------------- |
| Num                  | Coureur                        | Pos                  |
| 81                   | Richard Carapaz (ECU) (chrono) | 22e                  |
| 82                   | Ethan Hayter (GBR) (chrono)    | 1er                  |
| 83                   | Jhonatan Narváez (ECU)         | 50e                  |
| 84                   | Salvatore Puccio (ITA)         | 118e                 |
| 85                   | Magnus Sheffield (USA)         | 81e                  |
| 86                   | Ben Tulett (GBR)               | 5e                   |
| 87                   | Elia Viviani (ITA)             | 115e                 |

| Intermarché-Wanty-Gobert Matériaux IWG | Intermarché-Wanty-Gobert Matériaux IWG | Intermarché-Wanty-Gobert Matériaux IWG |
| -------------------------------------- | -------------------------------------- | -------------------------------------- |
| Num                                    | Coureur                                | Pos                                    |
| 91                                     | Baptiste Planckaert (BEL)              | AB-1                                   |
| 92                                     | Quinten Hermans (BEL)                  | 20e                                    |
| 93                                     | Laurens Huys (BEL)                     | 34e                                    |
| 94                                     | Julius Johansen (DEN)                  | 100e                                   |
| 95                                     | Hugo Page (FRA)                        | 44e                                    |
| 96                                     | Gerben Thijssen (BEL)                  | 108e                                   |
| 97                                     | Boy van Poppel (NED)                   | 94e                                    |

| Israel-Premier Tech IPT | Israel-Premier Tech IPT    | Israel-Premier Tech IPT |
| ----------------------- | -------------------------- | ----------------------- |
| Num                     | Coureur                    | Pos                     |
| 101                     | Reto Hollenstein (SUI)     | 49e                     |
| 102                     | Sebastian Berwick (AUS)    | 24e                     |
| 103                     | Matthias Brändle (AUT)     | 98e                     |
| 104                     | Alessandro De Marchi (ITA) | 61e                     |
| 105                     | Alex Dowsett (GBR)         | 89e                     |
| 106                     | Taj Jones (AUS)            | 88e                     |
| 107                     | Mads Würtz Schmidt (DEN)   | 38e                     |

| Jumbo-Visma TJV | Jumbo-Visma TJV          | Jumbo-Visma TJV |
| --------------- | ------------------------ | --------------- |
| Num             | Coureur                  | Pos             |
| 111             | Mick van Dijke (NED)     | 65e             |
| 113             | Olav Kooij (NED)         | 83e             |
| 114             | Michel Hessmann (GER)    | 63e             |
| 115             | Tosh Van der Sande (BEL) | 60e             |
| 116             | Sam Oomen (NED)          | NP-2            |
| 117             | Mike Teunissen (NED)     | NP-6            |

| Movistar Team MOV | Movistar Team MOV                  | Movistar Team MOV |
| ----------------- | ---------------------------------- | ----------------- |
| Num               | Coureur                            | Pos               |
| 121               | William Barta (USA)                | 32e               |
| 122               | Juri Hollmann (GER)                | 41e               |
| 123               | Johan Jacobs (SUI)                 | NP-2              |
| 124               | Max Kanter (GER)                   | 56e               |
| 125               | Oier Lazkano (ESP)                 | AB-2              |
| 126               | Abner González (PUR)               | 30e               |
| 127               | Óscar Rodríguez Garaicoechea (ESP) | 42e               |

| BikeExchange-Jayco BEX | BikeExchange-Jayco BEX         | BikeExchange-Jayco BEX |
| ---------------------- | ------------------------------ | ---------------------- |
| Num                    | Coureur                        | Pos                    |
| 131                    | Matteo Sobrero (ITA)           | 4e                     |
| 132                    | Alexander Edmondson (AUS)      | AB-2                   |
| 133                    | Kaden Groves (AUS)             | 52e                    |
| 134                    | Michael Hepburn (AUS)          | 51e                    |
| 135                    | Lucas Hamilton (AUS)           | 18e                    |
| 136                    | Lawson Craddock (USA) (chrono) | 78e                    |
| 137                    | Kelland O'Brien (AUS)          | 106e                   |

| Lotto-Soudal LTS | Lotto-Soudal LTS       | Lotto-Soudal LTS |
| ---------------- | ---------------------- | ---------------- |
| Num              | Coureur                | Pos              |
| 141              | Steff Cras (BEL)       | 25e              |
| 142              | Jasper De Buyst (BEL)  | NP-6             |
| 144              | Thomas De Gendt (BEL)  | 99e              |
| 145              | Jarrad Drizners (AUS)  | 72e              |
| 146              | Roger Kluge (GER)      | 111e             |
| 147              | Kamil Małecki (POL)    | 92e              |
| 148              | Sylvain Moniquet (BEL) | 11e              |

| Team DSM DSM | Team DSM DSM                  | Team DSM DSM |
| ------------ | ----------------------------- | ------------ |
| Num          | Coureur                       | Pos          |
| 151          | Thymen Arensman (NED)         | 2e           |
| 152          | Nikias Arndt (GER)            | 31e          |
| 153          | Marco Brenner (GER)           | 12e          |
| 154          | Jonas Iversby Hvideberg (NOR) | 76e          |
| 155          | Niklas Märkl (GER)            | 109e         |
| 156          | Joris Nieuwenhuis (NED)       | 125e         |
| 157          | Sam Welsford (AUS)            | 116e         |

| Trek-Segafredo TFS | Trek-Segafredo TFS          | Trek-Segafredo TFS |
| ------------------ | --------------------------- | ------------------ |
| Num                | Coureur                     | Pos                |
| 161                | Daan Hoole (NED)            | 75e                |
| 162                | Emīls Liepiņš (LAT) (route) | 103e               |
| 163                | Jacopo Mosca (ITA)          | 112e               |
| 164                | Matteo Moschetti (ITA)      | AB-4               |
| 165                | Edward Theuns (BEL)         | 53e                |
| 166                | Antonio Tiberi (ITA)        | 43e                |
| 167                | Antwan Tolhoek (NED)        | NP-2               |

| UAE Team Emirates UAD | UAE Team Emirates UAD      | UAE Team Emirates UAD |
| --------------------- | -------------------------- | --------------------- |
| Num                   | Coureur                    | Pos                   |
| 171                   | Pascal Ackermann (GER)     | 84e                   |
| 172                   | Davide Formolo (ITA)       | 29e                   |
| 173                   | Vegard Stake Laengen (NOR) | 48e                   |
| 174                   | Sebastián Molano (COL)     | 85e                   |
| 175                   | Rui Oliveira (POR)         | 64e                   |
| 176                   | Oliviero Troia (ITA)       | 114e                  |
| 177                   | Diego Ulissi (ITA)         | 9e                    |

| Alpecin-Deceuninck AFC | Alpecin-Deceuninck AFC      | Alpecin-Deceuninck AFC |
| ---------------------- | --------------------------- | ---------------------- |
| Num                    | Coureur                     | Pos                    |
| 181                    | David van der Poel (NED)    | NP-4                   |
| 182                    | Sjoerd Bax (NED)            | NP-4                   |
| 183                    | Tobias Bayer (AUT)          | NP-4                   |
| 184                    | Senne Leysen (BEL)          | NP-4                   |
| 185                    | Jakub Mareczko (ITA)        | NP-4                   |
| 186                    | Stefano Oldani (ITA)        | NP-4                   |
| 187                    | Fabio Van den Bossche (BEL) | NP-4                   |

| Caja Rural-Seguros RGA CJR | Caja Rural-Seguros RGA CJR | Caja Rural-Seguros RGA CJR |
| -------------------------- | -------------------------- | -------------------------- |
| Num                        | Coureur                    | Pos                        |
| 191                        | Julen Amézqueta (ESP)      | 69e                        |
| 192                        | Aritz Bagües (ESP)         | NP-2                       |
| 193                        | Jefferson Cepeda (ECU)     | 35e                        |
| 194                        | Iúri Leitão (POR)          | 119e                       |
| 195                        | Sergio Román Martín (ESP)  | 40e                        |
| 196                        | Eduard Prades (ESP)        | 37e                        |
| 197                        | Michal Schlegel (CZE)      | 62e                        |

| Team Novo Nordisk TNN | Team Novo Nordisk TNN | Team Novo Nordisk TNN |
| --------------------- | --------------------- | --------------------- |
| Num                   | Coureur               | Pos                   |
| 201                   | Andrea Peron (ITA)    | 120e                  |
| 202                   | Péter Kusztor (HUN)   | 91e                   |
| 203                   | Gerd de Keijzer (NED) | AB-4                  |
| 204                   | Sam Brand (GBR)       | NP-6                  |
| 205                   | Umberto Poli (ITA)    | AB-7                  |
| 206                   | David Lozano (ESP)    | 95e                   |
| 207                   | Matyáš Kopecký (CZE)  | NP-5                  |

| Uno-X Pro Cycling Team UXT | Uno-X Pro Cycling Team UXT  | Uno-X Pro Cycling Team UXT |
| -------------------------- | --------------------------- | -------------------------- |
| Num                        | Coureur                     | Pos                        |
| 211                        | Jonas Abrahamsen (NOR)      | NP-4                       |
| 212                        | Tobias Johannessen (NOR)    | NP-2                       |
| 213                        | Syver Wærsted (NOR)         | 123e                       |
| 214                        | Anders Skaarseth (NOR)      | 67e                        |
| 215                        | Rasmus Tiller (NOR) (route) | NP-2                       |
| 216                        | Idar Andersen (NOR)         | 27e                        |
| 217                        | Jonas Gregaard Wilsly (DEN) | 73e                        |

| Pologne POL | Pologne POL           | Pologne POL |
| ----------- | --------------------- | ----------- |
| Num         | Coureur               | Pos         |
| 221         | Stanisław Aniołkowski | 74e         |
| 222         | Patryk Stosz          | 127e        |
| 223         | Mateusz Grabis        | 124e        |
| 224         | Jakub Kaczmarek       | 28e         |
| 225         | Piotr Brożyna         | 104e        |
| 226         | Marcin Budziński      | 82e         |
| 227         | Jakub Murias          | 96e         |